# Griffon de Nivernais
O griffon de Nivernais[Nota] (em francês:  griffon Nivernais) é um cão de uma raça reproduzida a partir de antecedentes de pelo duro - levados a Europa Central até o fim do século XIX - da região de Nivernais, atual departamento de Nièvre.
Raça mantida por nobres franceses para a prática esportiva das grandes caçadas, quase desapareceu após a Revolução Francesa, sendo então reconstruída no início de 1925, por alguns caçadores em Morvan, na fronteira entre a França e a Suíça, baseada nos cruzamentos com o grande griffon da Vendeia. O resultado foi um animal de resistência e velocidade.
Cão de porte médio, tem uma pelagem distintiva áspera e grossa, orelhas longas e caídas, e uma comprida cauda curvada para cima. O corpo é um dos mais alongado entre os sabujos franceses. É uma raça de estrutura robusta e proporcional, comum para um cão de caça. A cor da pelagem é, geralmente, grisalha com os pelos mais escuros na base do que a ponta. Pelos brancos são espalhados e pode haver uma pequena mancha branca no peito.
Considerado detentor de um bom faro, penetrante, e que aprecia particularmente terrenos difíceis e de mata alta, tem o temperamento caçador, corajoso e atento. É classificado ainda como bem sucedido para atuar em pequens matilhas nas caçadas a javalis. Apesar disso, tem seu adestramento considerado de dificuldade moderada, devido a sua obstinação e independência, e mais visto como animal de companhia. Saudável, seus problemas não são qualificados como incomuns ou extraordinários.